# Baignes-Sainte-Radegonde
Baignes-Sainte-Radegonde és un municipi francès situat al departament del Charente i a la regió de la Nova Aquitània. L'any 2007 tenia 1.282 habitants.

## Demografia

### Població
El 2007 la població de fet de Baignes-Sainte-Radegonde era de 1.282 persones. Hi havia 532 famílies de les quals 168 eren unipersonals (80 homes vivint sols i 88 dones vivint soles), 160 parelles sense fills, 160 parelles amb fills i 44 famílies monoparentals amb fills.
La població ha evolucionat segons el següent gràfic:
Habitants censats

### Habitatges
El 2007 hi havia 622 habitatges, 548 eren l'habitatge principal de la família, 24 eren segones residències i 50 estaven desocupats. 577 eren cases i 42 eren apartaments. Dels 548 habitatges principals, 363 estaven ocupats pels seus propietaris, 163 estaven llogats i ocupats pels llogaters i 23 estaven cedits a títol gratuït; 4 tenien una cambra, 37 en tenien dues, 80 en tenien tres, 133 en tenien quatre i 295 en tenien cinc o més. 399 habitatges disposaven pel capbaix d'una plaça de pàrquing. A 274 habitatges hi havia un automòbil i a 214 n'hi havia dos o més.

### Piràmide de població
La piràmide de població per edats i sexe el 2009 era:
| Homes | Edats   | Dones |
| ----- | ------- | ----- |
| 0     | 95 o +  | 16    |
| 4     | 90 a 94 | 4     |
| 4     | 85 a 89 | 24    |
| 12    | 80 a 84 | 24    |
| 28    | 75 a 79 | 40    |
| 36    | 70 a 74 | 16    |
| 60    | 65 a 69 | 72    |
| 44    | 60 a 64 | 32    |
| 12    | 55 a 59 | 28    |
| 56    | 50 a 54 | 48    |
| 40    | 45 a 49 | 32    |
| 28    | 40 a 44 | 32    |
| 44    | 35 a 39 | 40    |
| 56    | 30 a 34 | 32    |
| 24    | 25 a 29 | 48    |
| 20    | 20 a 24 | 12    |
| 24    | 15 a 19 | 36    |
| 8     | 10 a 14 | 48    |
| 28    | 5 a 9   | 36    |
| 28    | 0 a 4   | 28    |

## Economia
El 2007 la població en edat de treballar era de 735 persones, 523 eren actives i 212 eren inactives. De les 523 persones actives 473 estaven ocupades (258 homes i 215 dones) i 50 estaven aturades (23 homes i 27 dones). De les 212 persones inactives 88 estaven jubilades, 57 estaven estudiant i 67 estaven classificades com a «altres inactius».

### Ingressos
El 2009 a Baignes-Sainte-Radegonde hi havia 547 unitats fiscals que integraven 1.243,5 persones, la mediana anual d'ingressos fiscals per persona era de 14.043 €.

### Activitats econòmiques
Dels 70 establiments que hi havia el 2007, 2 eren d'empreses extractives, 5 d'empreses alimentàries, 4 d'empreses de fabricació d'altres productes industrials, 11 d'empreses de construcció, 15 d'empreses de comerç i reparació d'automòbils, 3 d'empreses de transport, 6 d'empreses d'hostatgeria i restauració, 1 d'una empresa d'informació i comunicació, 3 d'empreses financeres, 2 d'empreses immobiliàries, 6 d'empreses de serveis, 7 d'entitats de l'administració pública i 5 d'empreses classificades com a «altres activitats de serveis».
Dels 20 establiments de servei als particulars que hi havia el 2009, 1 era una oficina d'administració d'Hisenda pública, 1 gendarmeria, 1 oficina de correu, 2 oficines bancàries, 1 taller de reparació d'automòbils i de material agrícola, 3 paletes, 2 guixaires pintors, 1 fusteria, 1 electricista, 4 perruqueries, 2 restaurants i 1 agència immobiliària.
Dels 8 establiments comercials que hi havia el 2009, 1 era una botiga de menys de 120 m², 3 fleques, 1 una carnisseria, 2 botigues de material esportiu i 1 una floristeria.
L'any 2000 a Baignes-Sainte-Radegonde hi havia 78 explotacions agrícoles que ocupaven un total de 2.394 hectàrees.

## Equipaments sanitaris i escolars
Els 2 equipaments sanitaris que hi havia el 2009 eren farmàcies.
El 2009 hi havia 1 escola maternal i 1 escola elemental. Baignes-Sainte-Radegonde disposava d'un col·legi d'educació secundària amb 150 alumnes.

## Poblacions més properes
El següent diagrama mostra les poblacions més properes.